# Echinodictyinae
Echinodictyinae is een onderfamilie van sponsdieren uit de klasse van de Demospongiae (gewone sponzen). 

## Geslachten
- Cantabrina Ferrer-Hernandez, 1914
- Echinodictyum Ridley, 1881